# D118 (Ariège)
De D118 is een departementale weg in het Zuid-Franse departement Ariège, regio Occitanie. De weg loopt van de grens met Aude naar de grens met Pyrénées-Orientales. Aan de weg liggen geen dorpen. In Aude loopt de weg als D118 verder naar Quillan en Carcassonne. In Pyrénées-Orientales loopt de weg verder als D118 naar Mont-Louis.

## Geschiedenis
Oorspronkelijk was de D118 onderdeel van de N118. In 1973 werd de weg overgedragen aan het departement Ariège, omdat de weg geen belang meer had voor het doorgaande verkeer. De weg is toen omgenummerd tot D118.